# クロスアイド・ハート
『クロスアイド・ハート』（Crosseyed Heart）は、ローリング・ストーンズのギタリストであるキース・リチャーズが2015年に発表した、ソロ名義では3作目のスタジオ・アルバム。

## 背景
『メイン・オフェンダー〜主犯〜』（1992年）以来23年ぶりのソロ・アルバムで、リチャーズは「俺はストーンズが活動停止していた頃に、このアルバムを作っていた。でも残念ながら、ちょうどアルバムが完成した頃ストーンズが活動再開した（笑）。それから何年か、発売するのに良いタイミングを待っていたんだ」と語っている。過去のソロ・アルバムと同様、リチャーズのリーダー・バンド「エクスペンシヴ・ワイノーズ」のメンバーが参加しているが、今回は各メンバーが多忙だったため、主にリチャーズとスティーヴ・ジョーダンの二人でリズム・トラックが録音され、リチャーズは15曲中10曲でベースも弾いている。
「ラヴ・オーヴァーデュー」は、レゲエ・ミュージシャンのグレゴリー・アイザックスが1974年にシングル・ヒットさせた曲のカヴァーである。「グッドナイト・アイリーン」はレッドベリーのカヴァーで、リチャーズによれば、トム・ウェイツからレッドベリーに関する書籍を贈られたのをきっかけに、この曲を取り上げたという。
本作のレコーディングには、ローリング・ストーンズと親交の深いボビー・キーズも参加したが、キーズは本作のリリース前の2014年12月に死去した。「ナッシング・オン・ミー」にはアーロン・ネヴィルがゲスト参加しており、リチャーズは本作に先がけて、ネヴィルのアルバム『マイ・トゥルー・ストーリー』で共同プロデューサーを務めた。「イリュージョン」にはノラ・ジョーンズがゲスト・ボーカリストとして参加しており、リチャーズはローリング・ストーンズの楽曲「ギミー・シェルター」（メリー・クレイトンが参加）と同様「女性側のストーリーが必要」と判断したことからジョーンズを起用した。「ラヴァーズ・プリー」には、スタックス・レコードのソングライター/キーボーディストであったスプーナー・オールダムが参加した。
2015年7月17日には、本作からの先行シングル「トラブル」がリリースされた。

## 反響・評価
アメリカでは5週Billboard 200入りし、リチャーズのソロ・アルバムとしては最高の11位を記録した。全英アルバムチャートでは4週トップ100入りして最高7位を記録し、ソロ名義では初の全英トップ10アルバムとなった。オーストリアのアルバム・チャートでは初登場1位となり、9週トップ100入りした。
Stephen Thomas Erlewineはオールミュージックにおいて5点満点中4点を付け「それほど鋭利なアルバムではない。キースはもはや、ストーンズおよび文化に対する貢献をいちいち証明するまでもない存在で、自分がずっと好きだったブルース、ロックンロール、カントリー、フォークを楽しそうに演奏しつつ、彼ならではのオープン・コードのブギーも挿入している」と評している。デイヴ・シンプソンは『ガーディアン』紙のレビューで5点満点中4点を付け「古いブルースの曲、ストーンズ的な荒れ狂うロック、グレゴリー・アイザックスの卓越したカヴァー、さらにずる賢く逮捕を逃れている無法者の曲"Trouble"などが、美しく演奏されている」と評している。また、George de StefanoはPopMattersのレビューで10点満点中7点を付け「丹念に作り込まれているがルースでもあり、老人のレコードとも、ストーンズの次作への繋ぎとも思えない」と評している。

## 収録曲
特記なき楽曲はキース・リチャーズとスティーヴ・ジョーダンの共作。
1. クロスアイド・ハート - "Crosseyed Heart" (Keith Richards) - 1:52
2. ハートストッパー - "Heartstopper" - 3:04
3. アムネシア - "Amnesia" - 3:35
4. ロブド・ブラインド - "Robbed Blind" (K. Richards) - 4:00
5. トラブル - "Trouble" - 4:17
6. ラヴ・オーヴァーデュー - "Love Overdue" (Gregory Isaacs) - 3:28
7. ナッシング・オン・ミー - "Nothing on Me" - 3:47
8. サスピシャス - "Suspicious" (K. Richards) - 3:42
9. ブルース・イン・ザ・モーニング - "Blues in the Morning" - 4:26
10. サムシング・フォー・ナッシング - "Something for Nothing" - 3:28
11. イリュージョン - "Illusion" (K. Richards, Steve Jordan, Norah Jones) - 3:48
12. ジャスト・ア・ギフト - "Just a Gift" - 4:01
13. グッドナイト・アイリーン - "Goodnight Irene" (Huddie Ledbetter, John A. Lomax) - 5:46
14. サブスタンシャル・ダメージ - "Substantial Damage" - 4:21
15. ラヴァーズ・プリー - "Lover's Plea" (K. Richards, S. Jordan, David Porter) - 4:23

### 日本盤ボーナス・トラック
1. ラヴ・オーヴァーデュー featuring リー・"スクラッチ"・ペリー - "Love Overdue featuring Lee "Scratch" Perry" (G. Isaacs) - 3:27

## 参加ミュージシャン
- キース・リチャーズ - リード・ボーカル(all songs)、ギター(all songs)、エレクトリック・シタール(on #8)、ティプレ(on #12)、ピアノ(on #2, #3, #4, #8, #9, #10, #11、#12)、キーボード(on #6)、エレクトリックピアノ(on #8)、オルガン(on #8, #11)、ベース(on #2, #3, #5, #6, #7, #8, #9, #10, #14, #15)、バックアップ・ボーカル(on #3, #5, #13, #14, #15)
- スティーヴ・ジョーダン - ドラムス(#1を除く全曲)、パーカッション(on #5, #6)、コンガ(on #7)、ヴィブラフォン(on #11)、ティンパニ(on #11)、ピアノ(on #6)、バックアップ・ボーカル(on #2, #3, #4, #5, #6, #7, #9, #10, #11, #12, #13, #14, #15)、ホーン・アレンジ(on #15)
- ノラ・ジョーンズ - リード・ボーカル(on #11)
- ワディ・ワクテル - ギター(on #2, #5, #8)、ギター・ソロ(on #10)、スライドギター(on #14)、バックアップ・ボーカル(on #8)
- ラリー・キャンベル - ペダル・スティール・ギター(on #2, #4)、ヴァイオリン(on #2, #12)
- Pierre de Beauport - アコースティック・ギター(on #14)
- アイヴァン・ネヴィル - ハモンドオルガン(on #6)、エレクトリックピアノ(on #15)、バックアップ・ボーカル(on #6)
- チャールズ・ホッジス - ハモンドオルガン(on #7, #10, #14, #15)、ピアノ(on #10)
- デヴィッド・ペイチ - オルガン(on #8)
- スプーナー・オールダム - ハモンドオルガン(on #15)
- ポール・ノウィンスキー - ウッド・ベース(on #4)、ヴィオラ・ダ・ガンバ(on #12)
- ピノ・パラディーノ - ベース(on #11)
- ボビー・キーズ - サクソフォーン(on #3, #9)
- ケヴィン・バチェラー - トランペット(on #6)
- クリフトン・アンダーソン（英語版） - トロンボーン(on #6)
- チャールズ・ドハーティ - テナー・サクソフォーン(on #6)
- ベン・コーリー - トランペット(on #15)
- ジャック・ヘイル - トロンボーン(on #15)
- ラニー・マクミラン - テナー・サクソフォーン(on #15)
- ジム・ホーン - バリトン・サクソフォーン(on #15)
- ミーガン・ヴォス - バックアップ・ボーカル(on #3, #8)
- バーナード・ファウラー（英語版） - バックアップ・ボーカル(on #5, #6, #11, #13, #15)
- アーロン・ネヴィル - バックアップ・ボーカル(on #7)
- ハーレム・ゴスペル・クワイア（英語版） - バックアップ・ボーカル(on #10)
- ブロンディ・チャップリン（英語版） - バックアップ・ボーカル(on #11, #13, #15)
- バビ・フロイド - バックアップ・ボーカル(on #11)
- サラ・ダッシュ（英語版） - バックアップ・ボーカル(on #14)
- レスター・スネル - ホーン・アレンジ(on #15)